# Cressé
Cressé – miejscowość i gmina we Francji, w regionie Nowa Akwitania, w departamencie Charente-Maritime.
Według danych na rok 1990 gminę zamieszkiwało 266 osób, a gęstość zaludnienia wynosiła 24 osób/km² (wśród 1467 gmin regionu Poitou-Charentes Cressé plasuje się na 743. miejscu pod względem liczby ludności, natomiast pod względem powierzchni na miejscu 775.).